# Mazda

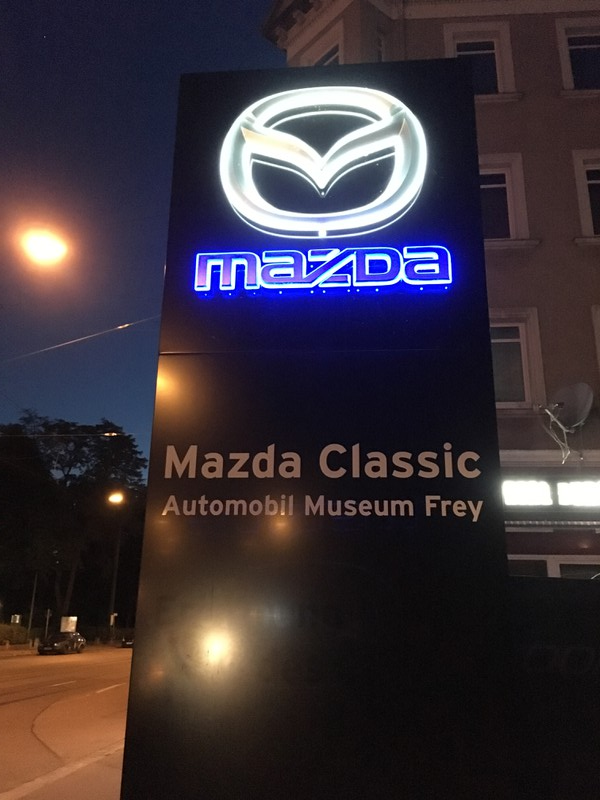
Placa de entrada do Mazda Museum em Augsburg com o emblema da marca.

A Mazda Motor Corporation  é uma empresa japonesa fabricante de veículos, com sede em Hiroshima.

## Origem
O nome Mazda teve origem em Aúra-Masda, o deus zoroastra. De igual modo, é bastante parecido com a fonética do nome do fundador da companhia, Jujiro Matsuda, que a criou em 1920 sob a denominação Toyo Cork Kogyo Co., Ltd.
A fabrica de máquinas-ferramentas teve início em 1929, sendo pouco tempo depois (1931) seguido de um veículo de carga de três rodas, o Mazdago. O primeiro carro, o Mazda R360 Coupé, um veículo de passageiros de duas portas, surgiu em 1960, e o Mazda Carol de quatro portas veio ao mundo em 1962. No ano seguinte, a produção automóvel acumulada atingiu um milhão de unidades.
O primeiro veículo da Mazda com motor Wankel (motor rotativo), o Mazda Cosmo Sports 110S, foi lançado em 1967. No grupo de carros notáveis que ajudou a construir a reputação da Mazda, podemos incluir também as introduções de 1977 do Mazda Familia (323) e do Mazda Capella (626). A herança no capítulo dos carros desportivos foi solidamente estabelecida pelo Mazda RX-7 (1978) e consolidada pelo Mazda MX-5, campeão mundial de vendas de carros desportivos de dois lugares, cujo lançamento data de 1989. O Mazda RX-8 foi lançado em 2003 com famoso motor Wankel Renesis é um aspirado de apenas 1,3 litros de capacidade, capaz de gerar impressionantes 250 cavalos de potência a 8500 rpm e 22,4 kgfm de binário a 7500 rpm, que faz 0–100 km/h 5,9 segundos.

### Alianças de capital e proprietários
Em 1979 a Ford Motor Company adquiriu 25% das ações da Mazda e chegou a deter 34% em meados da década de 1990. Entre abril e setembro de 2015, a Ford vendeu os 2,1% das ações da Mazda lhe restavam da companhia japonesa, o que colocou termo ao processo gradual de desvinculação de capital iniciado após a crise financeira de 2008. Além de deter algumas ações, a Ford possui acordos de colaboração para a produção de alguns modelos.
Além da Ford, com 2,08% das ações, atualmente entre os proprietários de ações da Mazda estão alguns bancos: Japan Trustee Services Bank (4,66%); Master Trust Bank of Japan (4,48%); Mitsui Sumitomo Banking (2,14%); Chase Manhattan Bank (1,87%) e State Street Bank & Trust (1,62%); corporações: Itochu Corporation (1,78%); Sumitomo (1,78%); Morgan Stanley & Co. (1,37%) e Mitsui Sumitomo Insurance (1,36%); entre outros acionistas que somam 76,88%.
A Mazda também integra Joints Ventures com outras montadoras, especialmente com a própria Ford, na AutoAlliance (EUA e Tailândia) e Changan Ford Mazda (China); com a Sollers JSC na Rússia, sob o nome de MNazda Sollers; e outras menores, como a Mazda Malaysia (Malásia) e a Mazda Motor Manufacturing (México). Possui contratos de produção com a Suzuki (Japão e Indonésia); Mitsubishi, Nissan, Press Kogyo, Isuzu (Japão); FAW Car (China), e parceria técnica com a poderosa Toyota, para a produção de veículos híbridos.

### No Brasil
A Mazda esteve presente no Brasil entre os anos de 1990 e 2000 vendendo os modelos MX-3, MX-5, 626 e o Protege. Devido a Ford ser acionista da marca, a Mazda descontinuou as operações no Brasil para reduzir a concorrência interna. Em dezembro de 2010, a Mazda anunciou o seu retorno ao Brasil e aos principais países emergentes, como a Índia, para cumprir a meta de venda de 2 milhões de veículos no mundo, transformando-se, este aviso, em rumores. Houve ainda uma ideia de retorno ao mercado brasileiro em 2012, com a importação dos modelos produzidos no México, mas que não progrediu por conta dos altos impostos e pela instabilidade política.
Em 2018, a aprovação do Rota 2030, e as mudanças políticas despertaram novamente o interesse, havendo até mesmo especulação de que a montadora estaria disposta a produzir modelos no Brasil a partir de 2021, em parceria com montadoras que tivessem plantas industriais ociosas, como as da CAOA Hyundai e HPE (montadora da Mitsubishi no Brasil), esta atualmente utilizada pela JAC Motors, em Goiás, que atualmente é considerado o quarto maior polo automotivo do país.

## Modelos

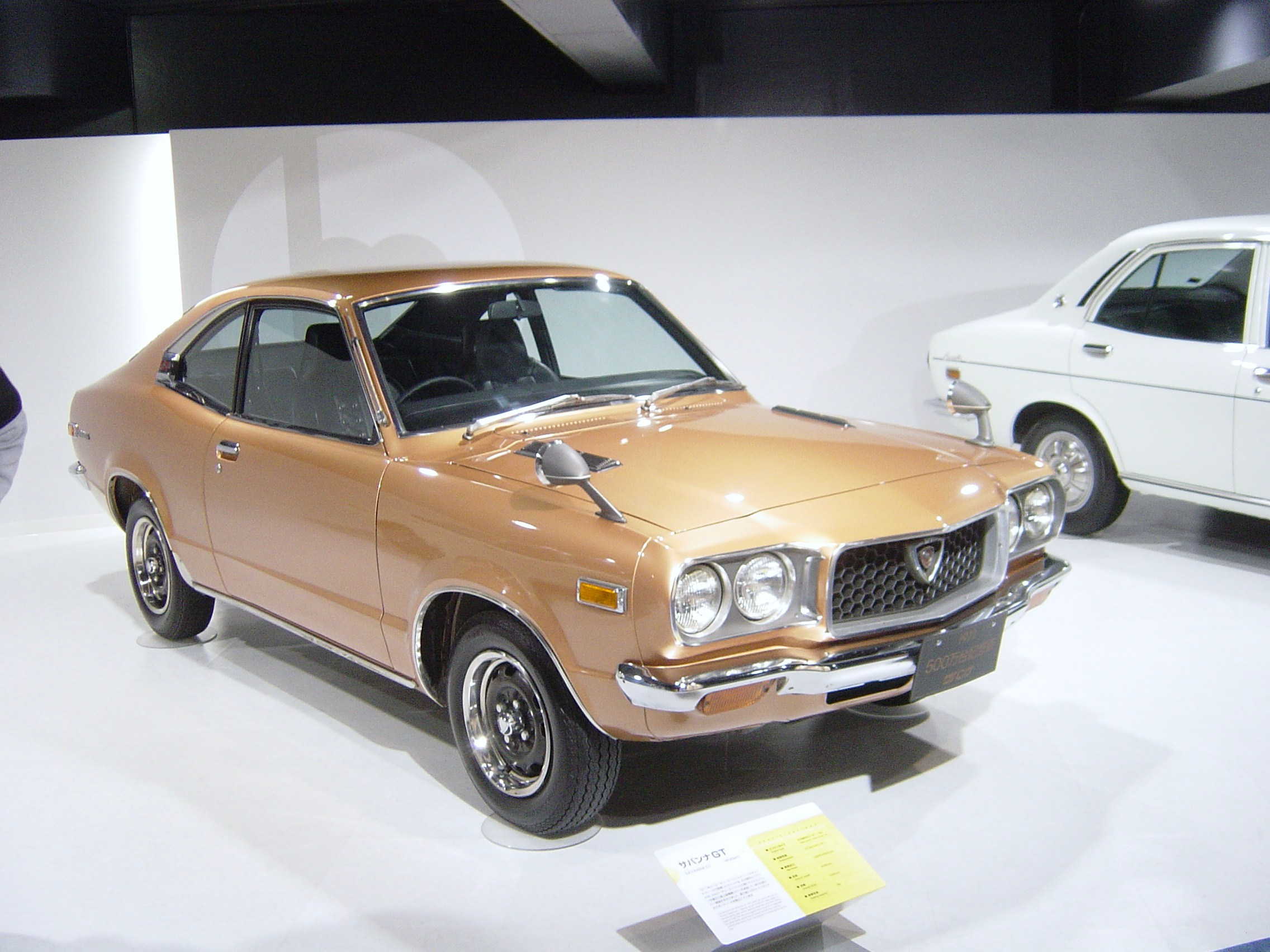
Mazda RX3.

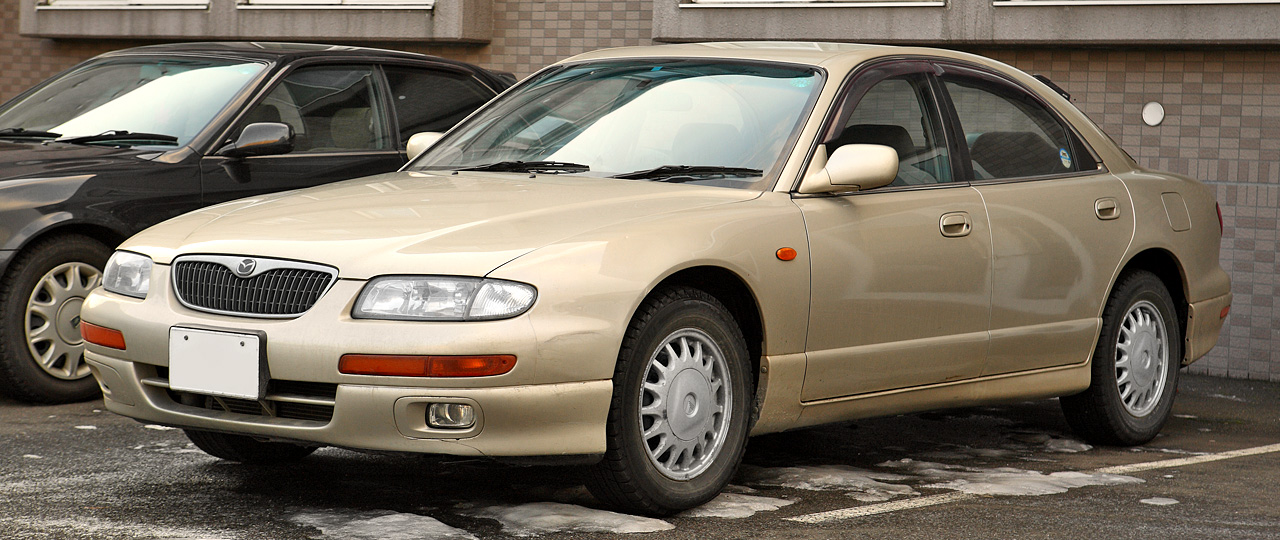
Mazda Millenia.

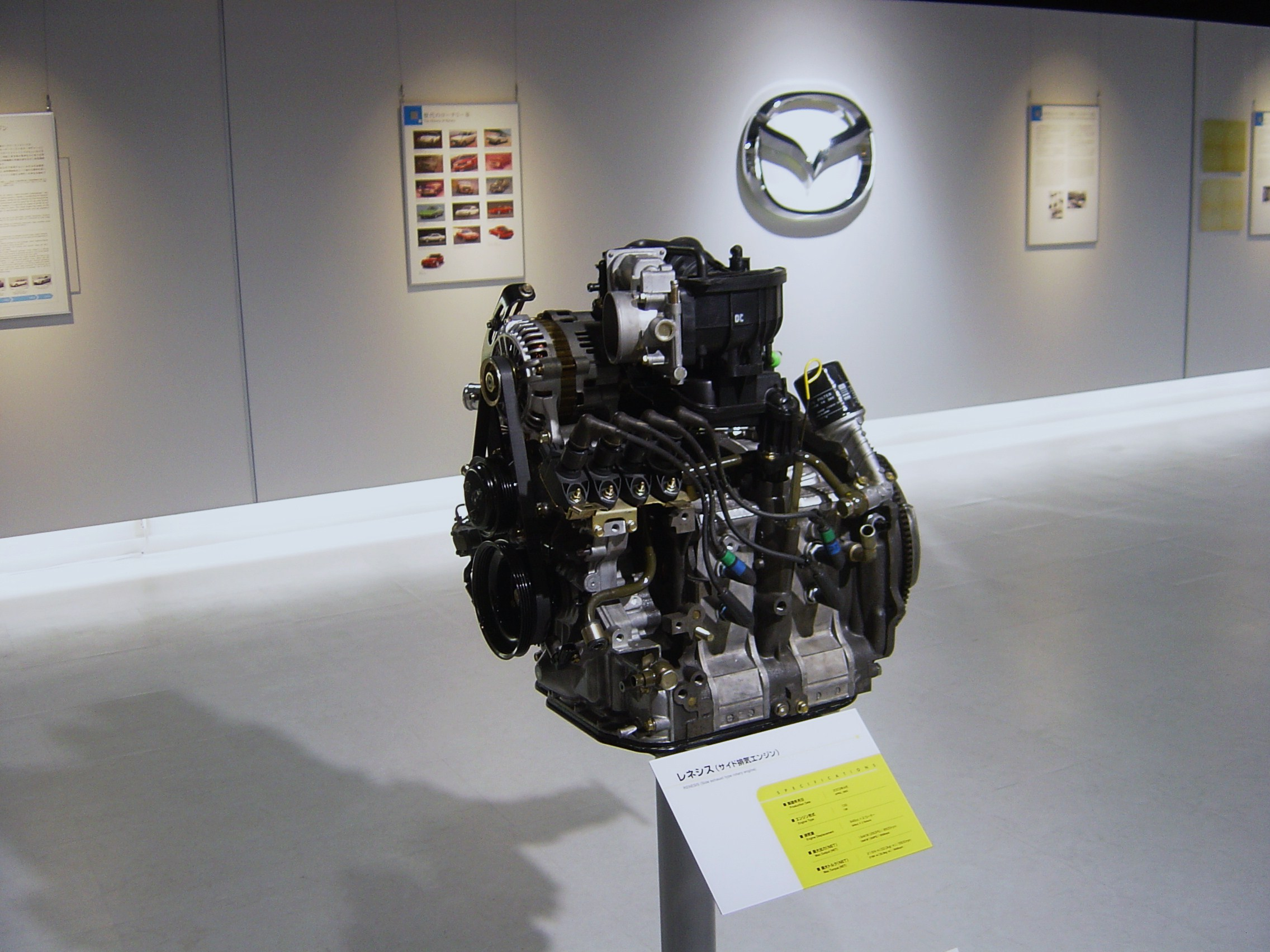
Motor rotatório Mazda.

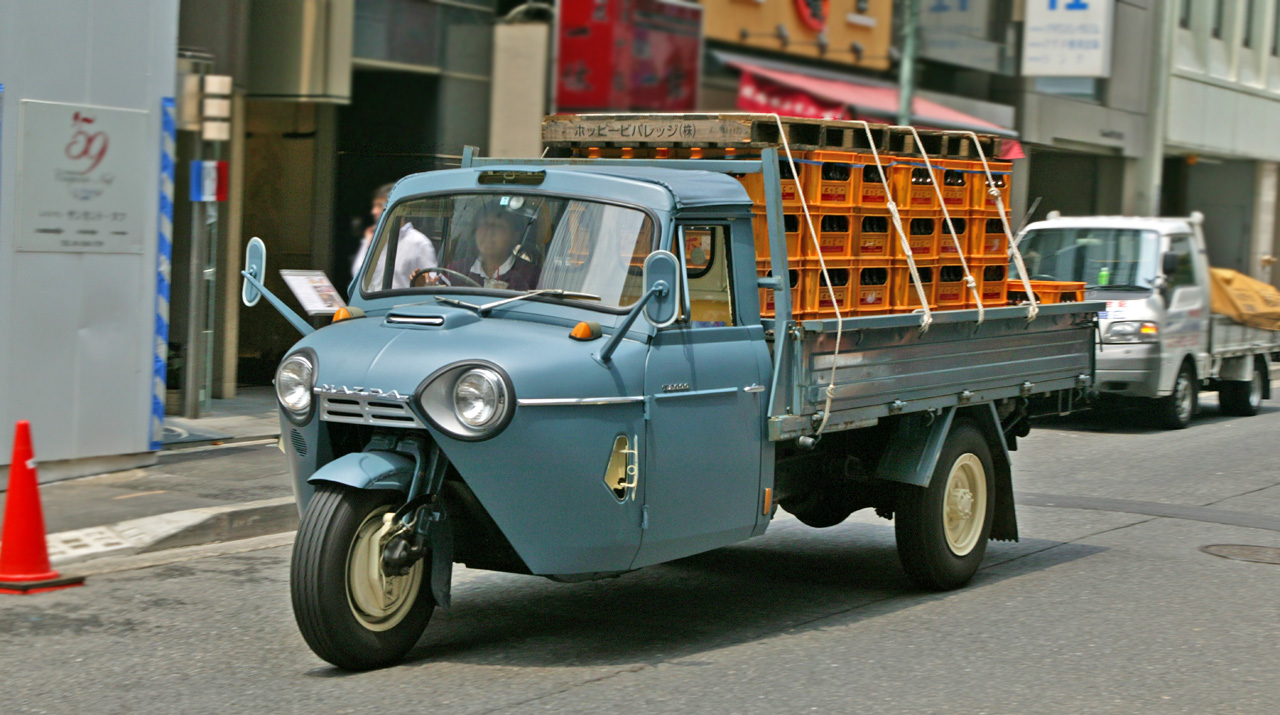
Mazda T2000.

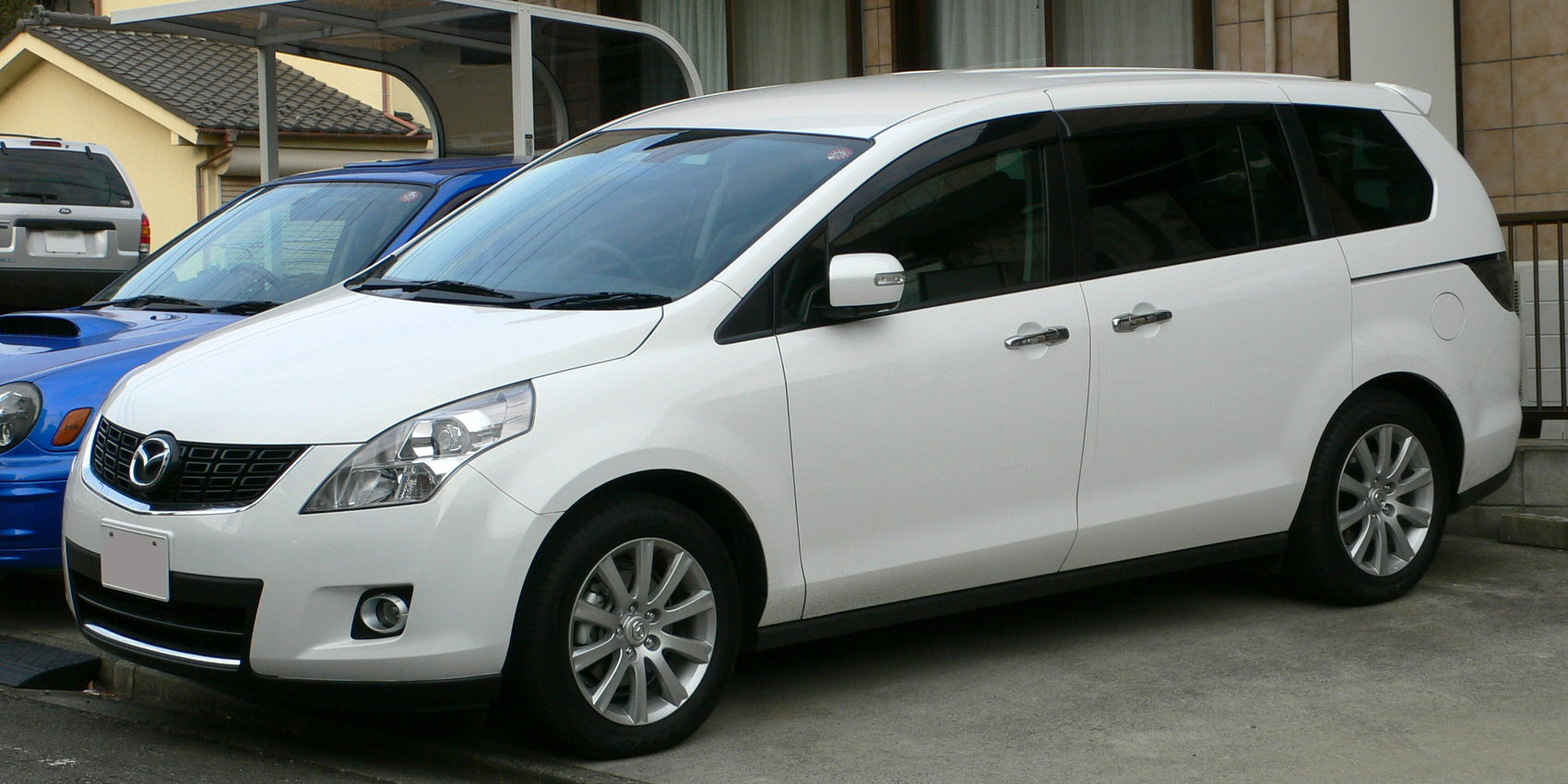
Mazda MPV.

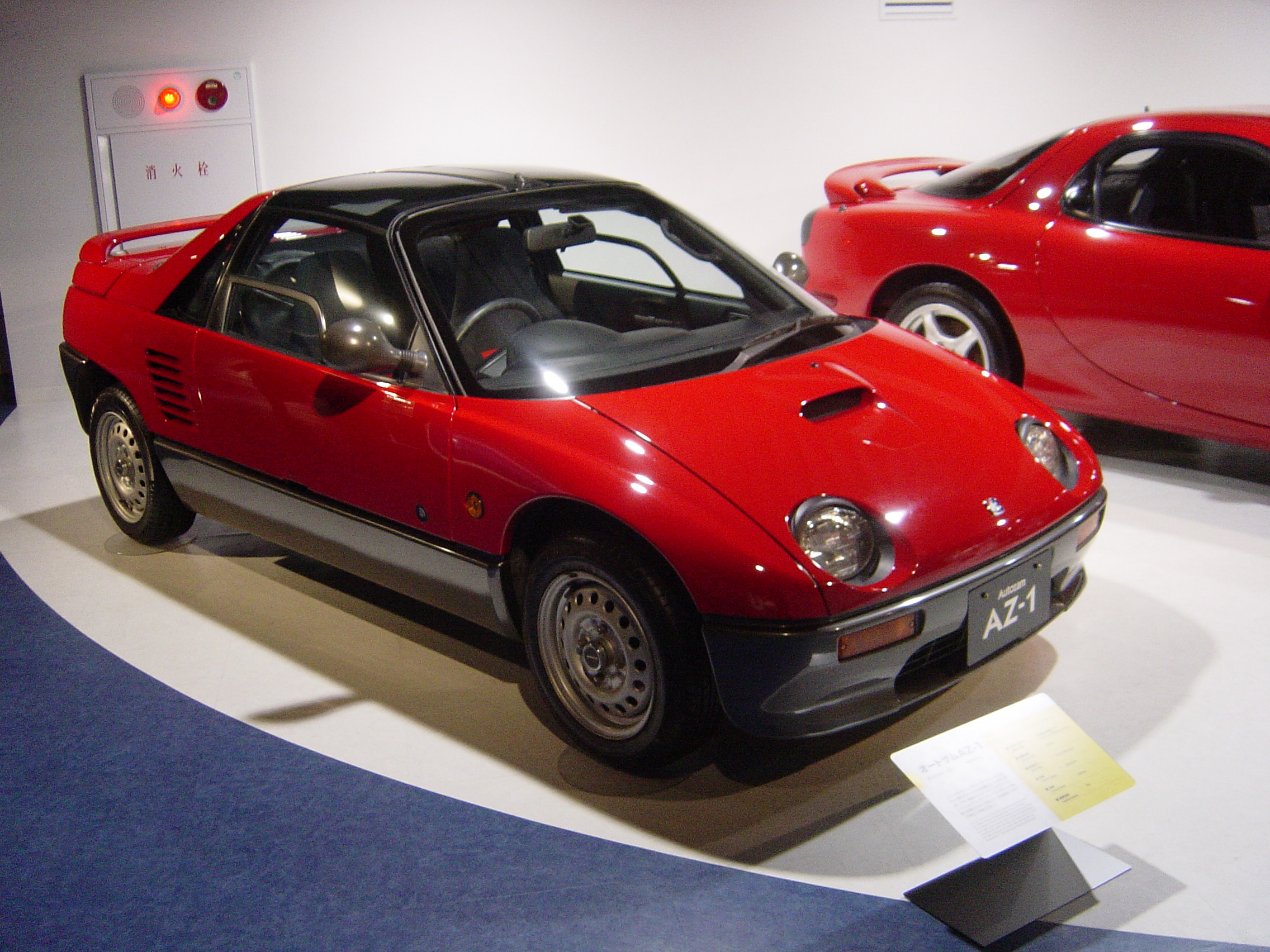
Autozam AZ-1.

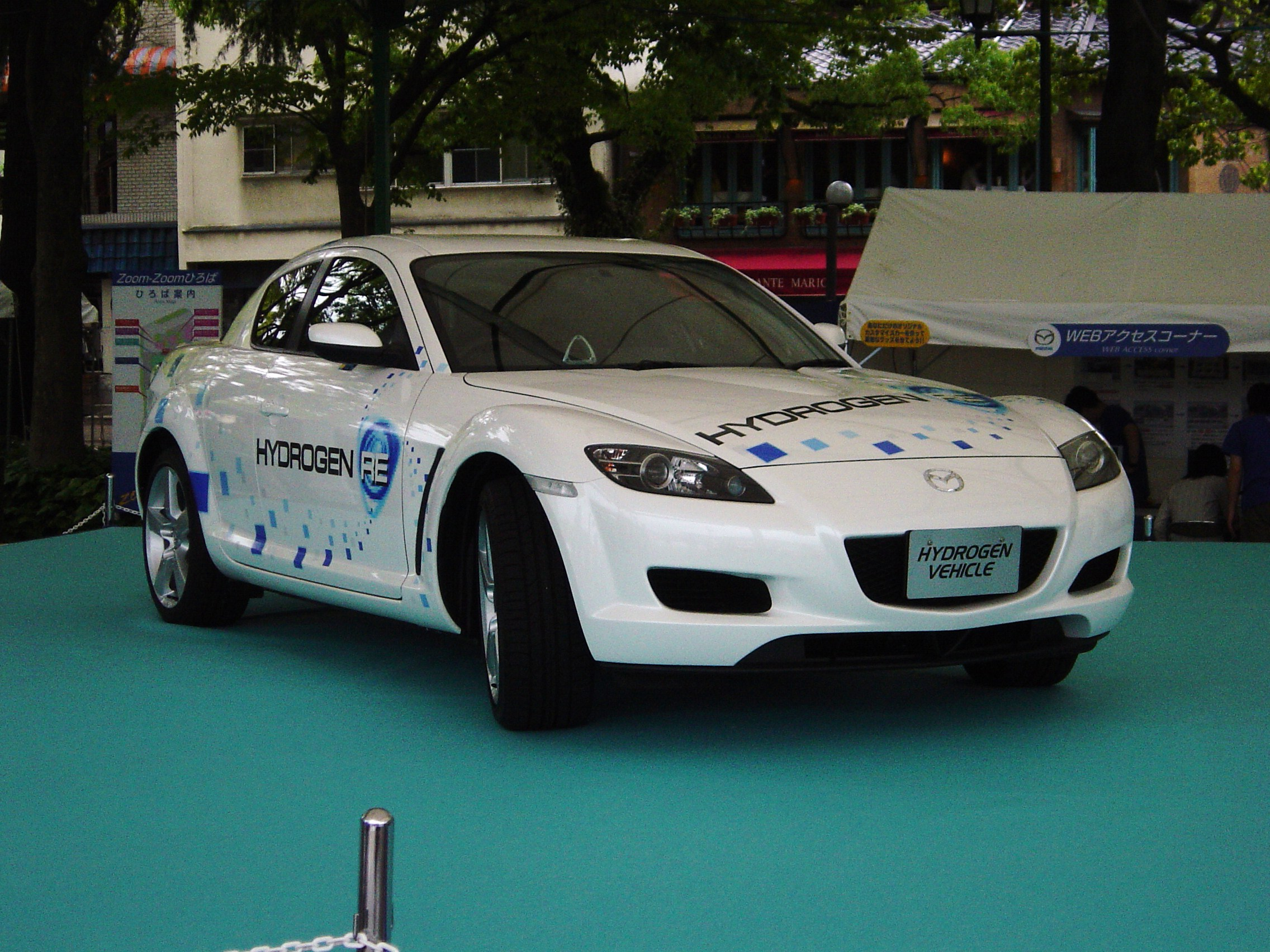
RX8 com motor de combustão interna a hidrogênio.

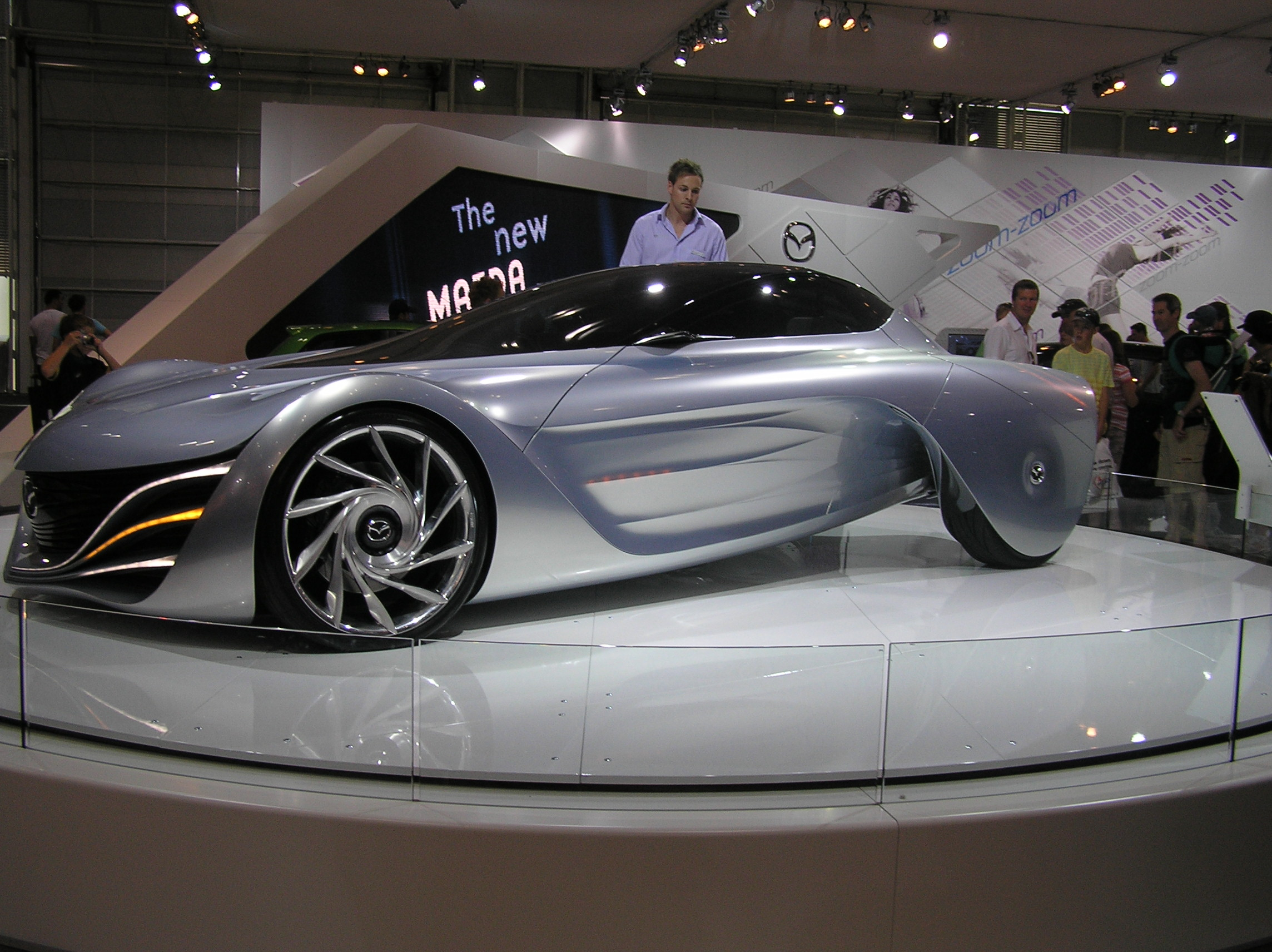
Mazda Taiki.

- Mazda 121
- Mazda 1800
- Mazda 323F
- Mazda5
- Mazda 626
- Mazda 717C
- Mazda 727C
- Mazda 737C
- Mazda 757
- Mazda 767B
- Mazda 787B
- Mazda 929
- Mazda MX-5 Miata NAMazda 929 coupe
- Mazda Atenza
- Mazda Speed6
- Mazda Axela
- Mazda AZ-3
- Mazda AZ-Offroad
- Mazda AZ-Wagon
- Mazda B-Series
- Mazda B360
- Mazda B600
- Mazda BT-50
- Mazda Bongo
- Mazda CX-5
- Mazda CX-7
- Mazda CX-9
- Mazda Capella
- Mazda Carol
- Mazda Cosmo
- Mazda Cronos
- Mazda Demio
- Mazda Familia S-Wagon
- Mazda Familia Astina
- Mazda Furai
- Mazda Kabura
- Mazda Lantis
- Mazda Laputa
- Mazda Luce
- Mazda MPV
- Mazda MX-3
- Mazda MX-5

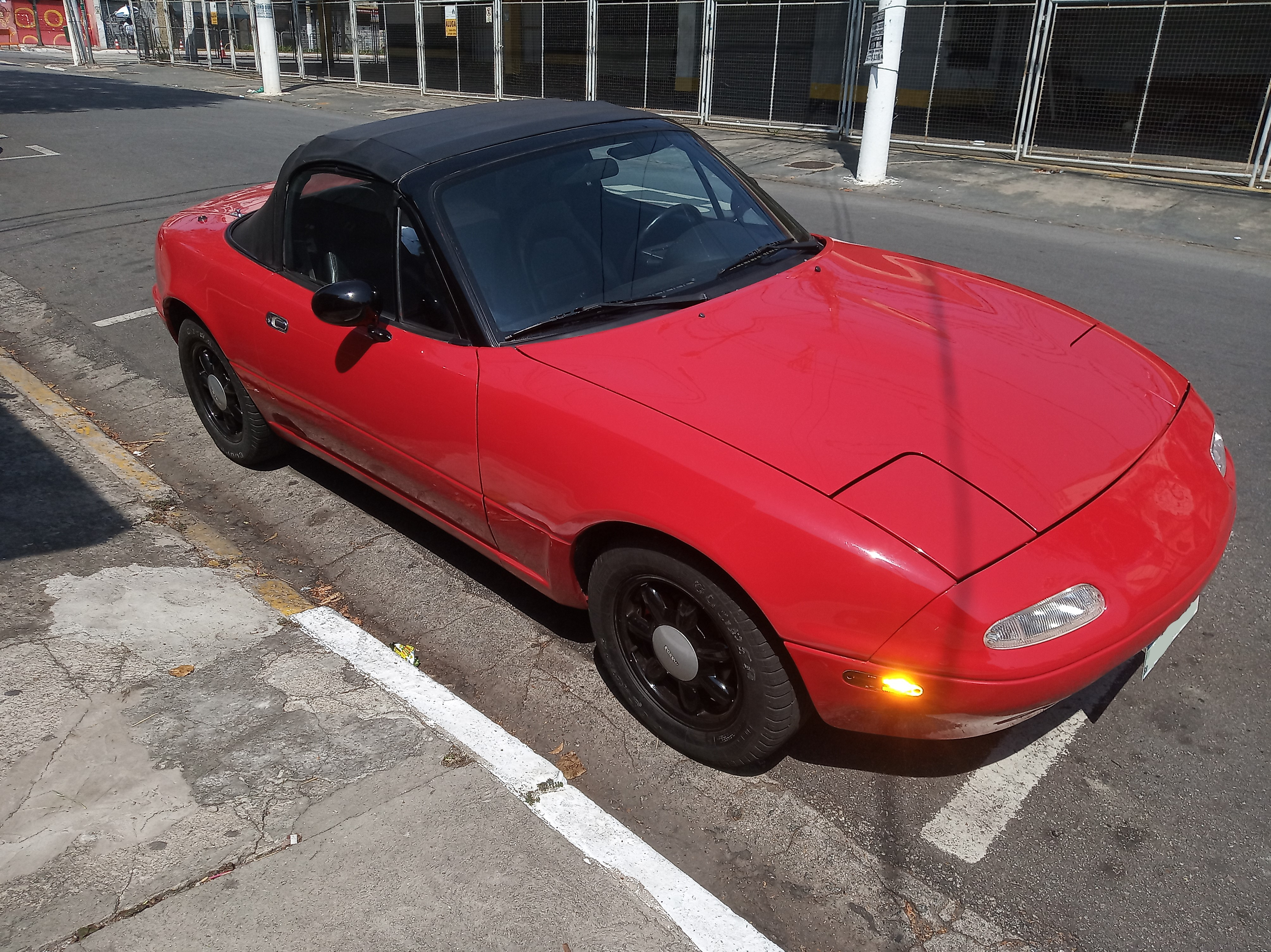
Mazda MX-5 Miata NA

- Mazda MX-5-Aniversário de 10 anos do modelo
- Mazda MX-6
- Mazda MXR-01
- Mazda Mazdago
- Mazda Millenia
- Mazda Nagare
- Mazda Navajo
- Mazda Persona
- Mazda Porter
- Mazda Premacy
- Mazda R100
- Mazda R360
- Mazda RX-2
- Mazda RX-3
- Mazda RX-4
- Mazda RX-5
- Mazda RX-7
- Mazda RX-792P
- Mazda RX-8
- Mazda Revue
- Mazda Roadpacer
- Mazda Roadster
- Mazda Rotary Pickup
- Mazda Ryuga
- Mazda Savanna
- Mazda Scrum
- Mazda Sentia
- Mazda Spiano
- Mazda Titan
- Mazda Tribute
- Mazda Verisa
- Mazda Xedos
- Mazda Xedos 6